# Amanda Weir
Amanda Weir (n. 11 martie 1986, Davenport⁠(d), Iowa, SUA) este o înotătoare ce a reprezentat Statele Unite ale Americii, medaliată olimpică. A participat la 3 ediții ale Jocurilor Olimpice (2004, 2012, 2016) în care a câștigat 4 medalii de argint și două medalii de bronz.